# Christopher Kosgei
Christopher Koskei (* 14. srpna 1974) je bývalý keňský atlet, jehož specializací byl běh na 3000 metrů překážek, tzv. steeplechase, mistr světa z roku 1999.

## Sportovní kariéra
Na světovém šampionátu v Göteborgu v roce 1995 obsadil na této trati druhé místo, v Seville o čtyři roky později zvítězil. Jeho osobní rekord 8:05,43 pochází z roku 1999.